# Spectrum (fusée)
Pour les articles homonymes, voir Spectrum.
 (mars 2025).
Spectrum (en français spectre) est un lanceur léger développé par la start-up allemande Isar Aerospace capable de placer 1 000 kg en orbite basse et 700 kg en orbite héliosynchrone. Il comporte deux étages propulsés par des moteurs-fusées à ergols liquides brûlant un mélange de propane et d'oxygène liquide. 
Le 30 mars 2025 à la base de lancement d'Andøya en Norvège a lieu le premier tir d'une fusée Spectrum, qui échoue. La fusée de 28 mètres se retourne après seulement vingt secondes de vol et retombe dans la mer à proximité de son pas de tir en provoquant une puissante explosion,.

## Historique
Isar Aerospace est une start-up créée à Munich en mars 2018 par trois ingénieurs de l'aérospatiale dirigés par Daniel Metzler pour développer un micro-lanceur et les moteurs-fusées à ergols liquides nécessaires en s'appuyant sur l'expertise acquise par l'université technique de Munich dans le domaine des fusées-sondes et des moteurs-fusées. Elle dispose d'un soutien financier de l'Agence spatiale européenne et de fonds allemands. En décembre 2019, elle réussit à lever 17 millions d'euros sur le marché financier. La société propose en 2019 de développer le lanceur Spectrum pouvant placer une tonne en orbite basse. Elle vise un coût de lancement du kilogramme en orbite de 15 000 € (afin de séduire aussi bien les opérateurs de satellites commerciaux que les institutions recherchant des alternatives aux lanceurs institutionnels) et espère atteindre un rythme de quinze tirs par an,. En septembre 2020, la société dont les effectifs ont atteint cent personnes, a entamé la construction du lanceur.
En juillet 2022, l'entreprise annonce être la première à avoir été sélectionnée par le CNES pour être lancée depuis le Centre spatial guyanais.

### Financements
L'agence spatiale allemande DLR décide en juillet 2020 de financer à hauteur de 0,5 million d'euros trois sociétés allemandes développant des micro-lanceurs. Celles-ci devront réaliser deux vols entre 2022 et 2023 pour bénéficier des 25 millions d'euros que la DLR compte investir finalement dans ces sociétés. La DLR compte sélectionner un gagnant en 2021 et un deuxième gagnant en 2022. Trois entreprises ont été sélectionnées : RFA filiale du géant de l'aérospatiale bavarois OHB qui développe la fusée RFA One capable de placer 300 kg en orbite basse et 200 kg en orbite héliosynchrone, HyImpulse Technologies, une société résultant d'un essaimage de l'institut de propulsion spatiale de la DLR, qui développe SL1, un lanceur utilisant une propulsion hybride capable de placer 500 kg en orbite basse, et Isar Aerospace qui développe le lanceur Spectrum. Les trois lanceurs doivent utiliser les installations scandinaves d'Andoya et d'Esrange pour la mise au point de leurs lanceurs mais le site de lancement des vols orbitaux reste à définir.  
En janvier 2022, l'Union Européenne qui a décidé d'encourager le développement des micro-lanceurs, décide d'accorder un financement de 10 millions d' euros à la société Isar Aerospace à l'issue d'un processus de sélection où se confrontaient une quinzaine de propositions de lanceurs européens. Les trois finalistes étaient outre Isar Aerospace, la société allemande Rocket Factory Augsburg (lanceur RFA One) et la société espagnole Payload Aerospace (Miura 5).

## Caractéristiques techniques
Le lanceur Spectrum comprend deux étages propulsés par des moteurs-fusées à ergols liquides identiques brûlant un mélange d'oxygène liquide et de propane. La fusée mesure 27 m de haut pour un diamètre de 2 m. Le premier étage est propulsé par neuf moteurs-fusées Aquila fournissant une poussée totale au décollage de 675 kN. L'étage peut remplir sa tâche même si un des moteurs est victime d'une défaillance. Le deuxième étage est propulsé par un unique moteur-fusée Aquila dont la tuyère est adaptée au fonctionnement dans le vide et qui fournit 94 kN de poussée. Ce moteur peut être rallumé cinq fois pour placer les différents satellites transportés sur des orbites différentes. Deux types de coiffe sont proposées : 4,9 × 1,8 m ou 5,3 × 2,5 m.

### Comparaison avec les autres lanceurs légers européens développés durant la décennie 2020
| Lanceur                                | Prime                                     | RFA One                    | Spectrum                  | Skyrora XL                      | SL1                                     | Miura 5                    | Zéphyr                     |
| -------------------------------------- | ----------------------------------------- | -------------------------- | ------------------------- | ------------------------------- | --------------------------------------- | -------------------------- | -------------------------- |
| Constructeur                           | Orbex                                     | RFA                        | Isar Aerospace            | Skyrora                         | HyImpulse                               | PLD Space                  | Latitude                   |
| Dimensions Hauteur x diamètre          | 19 x 1,3 m                                | 30 x 2 m                   | 27 x 2 m                  | 22,7 x 2,2 m                    | 27 x 2,2 m                              | 34 x 1,8 m                 | 19 x 1,5 m                 |
| Étages                                 | 2                                         | 3                          | 2                         | 3                               | 3                                       | 2                          | 2                          |
| Masse                                  | 18 t                                      |                            |                           | 55,8 t                          | 48 t                                    |                            |                            |
| Propulsion (1erétage) Poussée unitaire | 6 ? ? kN                                  | 9 Helix 100 kN             | 9 Aquila 75 kN            | 9 Skyforce 80 kN                | 8 x 75 kN                               | 5 Terrel-C 105 kN          | 7 Navier Sea Level 45 kN   |
| Ergols                                 | propane x oxygène liquide                 | kérosène x oxygène liquide | propane x oxygène liquide | kérosène x peroxyde d'hydrogène | oxygène liquide x paraffine             | kérosène x oxygène liquide | kérosène x oxygène liquide |
| Charge utile orbite héliosynchrone     | 150 kg (500 km)                           | 1 200 kg (700 km)          | 1 000 kg (700 km)         | 315 kg (500 km)                 | 400 kg (500 km) 500 kg                  | 300 kg (? km)              | ? kg (600 km)              |
| Autre caractéristique                  | Structure allégée de 30 % /ratio standard | Moteur à combustion étagée |                           |                                 | Propulsion hybride                      | 1er étage récupérable      |                            |
| Base de lancement principale           | Sutherland                                | SaxaVord                   | Andoya                    | SaxaVord                        | Whalers Way Orbital Launch Complex (en) | Kourou                     | SaxaVord                   |
| Premier vol (prévision)                | 2025                                      | décembre 2025              | 30 mars 2025              | 2025                            | 2025                                    | 2025                       | 2026                       |

## Lancements planifiés et effectués
Le premier lancement a eu lieu le 30 mars 2025 depuis la base de lancement d'Andøya en Norvège sur un pas de tir construit à cet effet par la société qui gère la base. Isar Aerospace effectuera également des lancements depuis l'ancien Ensemble de lancement Diamant du Centre spatial guyanais,. Isar envisage de construire jusqu'à 8 lanceurs par an dans une première usine et à terme, un lanceur par semaine dans une usine en planification. 
| Vol | Date | Pas de tir      | Charge utile | Masse  | Orbite                | Résultat |
| --- | --- | --------------- | --- | ------ | --------------------- | -------- |
| 1   | 30 mars 2025 | Andøya          | Aucune | -      | Orbite polaire        | Échec    |
| 1   | Lancement inaugural de la fusée Spectrum. Premier vol orbital depuis Andoya. La fusée perd le contrôle de l'orientation une quinziane de secondes après le décollage et retombe dans la mer à proximité du pas de tir sans l'endommager. |                 | |        |                       |          |
| 2 ? | 2025 | Andøya          | MSAE-OTTERS ( DLR Responsive Space Competence Center) CyBEEsat ( Université technique de Berlin) TOM 1, 2, 3 ( ZfT – Center for Telematics e.V.) FRAMSat 1 ( Université norvégienne de sciences et de technologie) TRISAT-S ( Université de Maribor) uD3PP ( Dcubed) | 150 kg | Orbite héliosynchrone | Prévu    |
| 2 ? | Premier lancement dédié de satellites provenant d'institutions et de sociétés aérospatiales européennes. Lancement accordé par l'agence spatiale allemande DLR à la suite de la compétition de microlanceur DLR,.                        |                 | |        |                       |          |
| 3 ? | 2025 | Andøya          | 1 ou plusieurs satellites ( Université technique de Berlin) 1 ou plusieurs satellites ( Centre Aérospatial Allemand) 1 ou plusieurs satellites ( TU Vienna Space Team) 1 ou plusieurs satellites ( Université de Vaasa) 1 ou plusieurs satellites ( Université norvégienne de sciences et de technologie) 1 ou plusieurs satellites ( Université polytechnique de Madrid) 1 ou plusieurs satellites ( EnduroSat) 1 ou plusieurs satellites ( ReOrbit Oy) 1 ou plusieurs satellites (EMXYS) 1 ou plusieurs satellites ( UARX Space) | 150 kg | Orbite héliosynchrone | Prévu    |
| 3 ? | Second lancement dédié de 19 satellites provenant d'institutions et de sociétés aérospatiales européennes. Lancement accordé par l'agence spatiale allemande DLR à la suite de la compétition de microlanceur DLR,.                      |                 | |        |                       |          |
| -   | ? | Andøya          | ION Satellite Carrier ( D-Orbit) |        | Orbite héliosynchrone | Prévu    |
| -   | Véhicule de transfert orbital transportant plusieurs Cubesats et microsatellites |                 | |        |                       |          |
| -   | ? |                 | 1 satellite ( Airbus Defence and Space) |        |                       | Prévu    |
| -   | Satellite d'observation de la Terre, avec option pour d'autres vols |                 | |        |                       |          |
| -   | ? |                 | 10 CubeSats OroraTech ( OroraTech) |        | Orbite héliosynchrone | Prévu    |
| -   | Contrat de plusieurs lancements avec la startup munichoise OroraTech devant permettre de lancer au moins 10 CubeSats entre 2023 et 2026 destinés à la détection des incendies, avec l'option de lancements additionnels                  |                 | |        |                       |          |
| -   | ? |                 | Plusieurs NanoSats ( EnduroSat) |        |                       | Prévu    |
| -   | Entente avec l'entreprise EnduroSat de plusieurs vols de type "rideshare" |                 | |        |                       |          |
| -   | ? | Andøya          | 1 satellite ( Astrocast) et autres |        | Orbite héliosynchrone | Prévu    |
| -   | Lancement de type "rideshare" incluant 1 satellite du réseau IoT d'Astrocast, avec l'option de lancements supplémentaires. |                 | |        |                       |          |
| -   | 2025-2029 | Andøya / Kourou | plusieurs charges utiles ( Exotrail) |        |                       | Prévu    |
| -   | Plusieurs lancements de véhicules de transfert orbital avec charges utiles. |                 | |        |                       |          |
| -   | 2026 | Andøya          | Sherpa OTV ( Spaceflight Inc.) |        | Orbite héliosynchrone | Prévu    |
| -   | Véhicule de transfert orbital avec plusieurs charges utiles. Le contrat inclut l'option d'un second lancement en 2026 depuis le Centre spatial guyanais                                                                                  |                 | |        |                       |          |